# José Manuel Seda
José Manuel Seda Gómez (Siviglia, 10 agosto 1968) è un attore spagnolo.

## Filmografia

### Cinema
- Solas (1999)
- Nadie conoce a nadie (1999)
- En malas compañías (2000)
- Tocata y fuga (2006)
- La distancia (2006)
- Marina: la última bala (2006)
- 23-F: la película (2011)

### Televisione
- Aquí no hay quien viva - serie TV, 1 episodio (2004)
- Los Serrano - serie TV, 1 episodio (2005)
- Fisica o chimica (Física o Química) - serie TV, (2009-2011)
- Yo soy Bea - serie TV, (2006-2009)
- Frágiles - serie TV, 1 episodio (2012)
- Toy Boy - serie TV, (2019-2021)
- La casa di carta - serie TV, (2021)